# Ilja Konowałow (lekkoatleta)
Ilja Konowałow, ros. Илья Коновалов (ur. 4 marca 1971) – rosyjski lekkoatleta, młociarz, trzykrotny olimpijczyk (1996, 2000, 2004).

## Sukcesy
- zwycięstwo w Superlidze Pucharu Europy (Villeneuve-d’Ascq 1995)
- 6 tytułów Mistrza Rosji (1995, 1999, 2002, 2003, 2004 oraz 2005)
- 6. miejsce podczas Igrzysk olimpijskich (Atlanta 1996)
- brązowy medal Uniwersjady (Katania 1997)
- 2. miejsce na Superlidze Pucharu Europy (Petersburg 1998)
- brąz Igrzysk Dobrej Woli (Uniondale (Nowy Jork) 1998)
- 5. miejsce podczas Igrzysk olimpijskich (Sydney 2000)
- brązowy medal Mistrzostw Świata w Lekkoatletyce (Edmonton 2001)
- 2. miejsce na Superlidze Pucharu Europy (Florencja 2005)
- 3. miejsce w Pucharze świata (Ateny 2006)

Konowałow został złapany na dopingu i otrzymał karę 2-letniej dyskwalifikacji (20 lutego 2007-19 lutego 2009).

## Rekordy życiowe
- Rzut młotem – 82.28 (2003)